# Klara källa
Klara källa, senare Klara brunns- och badinrättning, var en tidigare hälsobrunn och badinrättning i Bjurtjärns socken i Värmland. Källan upptäcktes troligen under 1820-talet av bondkvinnan Maria Karlberg. Bolaget Clara Badinrättnings-Bolag inrättades 1828 varpå ett badhus uppfördes liksom ett flertal andra byggnader.
Bolaget köptes år 1903 av Gustaf Nordahl. Verksamheten upphörde år 1928.